# 11-я Воеводинская ударная бригада
11-я Воеводинская ударная бригада (сербохорв. Једанаеста војвођанска ударна бригада / Jedanaesta vojvođanska udarna brigada) — воинское формирование Народно-освободительной армии Югославии.

## История
Бригада образована 11 сентября 1944 на Манджелосских виноградниках на склонах Фрушка-Горы. В состав бригады вошли Ударный батальон Сремской оперативной зоны и подразделения Главного штаба НОАЮ в Воеводине: охранный батальон, рота моряков и противотанковая батарея. В двух батальонах изначально насчитывался 311 человек, а 30 октября их численность возросла до 648 человек. Подчинялась непосредственно Главному штабу НОАЮ в Воеводине, пока 2 декабря 1944 не была включена в 36-ю Воеводинскую дивизию НОАЮ.
Изначально 11-я бригада занималась охраной Главного штаба НОАЮ в Воеводине, а при помощи ударного батальона и наносила контрудары по позициям неприятеля. Во второй половине сентября 1944 года солдаты бригады разрушили дорогу между Сремской-Митровицей и Румой, а рота моряков перекрыла движение по Дунаю, обстреляв за это время буксир, патрульный корабль и вооружённое судно «Зриньски». С 29 по 30 сентября 11-я бригада участвовала в битве за Илок, который штурмовали солдаты 7-й бригады, и силами ударного батальона взяла 29 сентября Шаренград.
В октябре 1944 года бригада получила задание по охране Офицерской школы. Она безуспешно пыталась прорваться в Банат через Сурдук и Белегиш. С 6 по 14 октября её рота моряков атаковала несколько кораблей немцев и хорватов на Дунае: в числе успехов значатся обстрел кораблей «Братислава», «Казан» и «Загреб», а также сгоревший шлюп. В конце октября — начале ноября 1944 года 11-я бригада завязала бои на юге от горы Фрушки и на дороге Велики-Радинцы — Манджелос — Чалма. После стабилизации Сремского фронта участвовала в составе 36-й дивизии в обороне левого берега Дуная на линии Бачка-Паланка — Богоево.
Расформирована 2 апреля 1945 года, личный состав распределён по бригадам 36-й Воеводинской дивизии. За службу награждена орденом «За заслуги перед народом».